# جک ادواردز (بازیکن فوتبال، زاده ۱۹۲۱)
جک ادواردز (انگلیسی: Jack Edwards؛ ۲۷ دسامبر ۱۹۲۱ – March 2009 (aged 87)) بازیکن فوتبال اهل بریتانیا بود.
از باشگاه‌هایی که در آن بازی کرده‌است می‌توان به باشگاه فوتبال روترهام یونایتد اشاره کرد.